# Параноик (телесериал)
«Парано́ик» (англ. Paranoid) — британо-немецкий криминально-драматический телесериал, премьера которого состоялась 22 сентября 2016 года на ITV в Великобритании; для международной аудитории сериал стал доступен на стриминг-сервисе Netflix в 2016 году. Индира Варма, Роберт Гленистер и Дино Фечер исполнили ведущие роли детектива-сержанта Нины Суреш, детектива-констебля Бобби Дэя и детектива-инспектора Алека Уэйфилда соответственно.

## Сюжет
Сюжет сериала сосредоточен на группе детективов, работающих в полиции вымышленного городка Вудмер; детективы ведут расследование убийства врача, которая была заколота на детской площадке. Улики приводит полицию к немецкой фармацевтической компании, и детективы заручаются поддержкой коллег из полиции Дюссельдорфа, чтобы раскрыть преступление.

## В ролях

### Основной состав
- Индира Варма — детектив-сержант Нина Суреш, детектив полиции Вудмера
- Роберт Гленистер — детектив-констебль Бобби Дэй, детектив полиции Вудмера
- Нил Стьюк — детектив-констебль Майкл Найлс, детектив полиции Вудмера
- Дино Фечер — детектив-инспектор Алек Уэйфилд, детектив полиции Вудмера
- Лесли Шарп — Люси Кэннонбёри, главный свидетель убийства Анджелы Бентон
- Кристиана Пауль — детектив Линда Фелбер, детектив полиции Дюссельдорфа
- Майкл Малони — доктор Крис Коули, психиатр
- Кевин Дойл — Детектив-призрак
- Доминик Тифенталер — Уолти Мериан, детектив полиции Дюссельдорфа
- Полли Уокер — Моника Уэйфилд, мать Алека Уэйфилда
- Анжи Махиндра — полицейский-констебль Меган Уотерс, служащая полиции Вудмера
- Дэнни Хьюстон — Ник Уэйнгроу, исполнительный директор Rustin Wade Medical Supplies

### Второстепенный состав
- Джейсон Дун — Деннис, бойфренд Нины Суреш на протяжении длительного времени
- Джон Дуттин — Эрик Бентон, отец Анджелы Бентон
- Шобна Гулати — доктор Парсиваль, терапевт Бобби Дэя
- Уильям Эш — Генри Эппли, брат Джейкоба Эппли
- Айда Филд — Шери, американская девушка Рубена Луканы
- Никол Колларс — Маркуито Оливо, мать сына Рубена Луканы
- Эмма Бисфам — Анджела Бентон, жертва убийства
- Дэниел Древес — Седрик Фелбер, муж Линды Фелбер
- Изабелла Паппас — Сэди Уэйнгроу, дочь Ника Уэйнгроу